# Успенская церковь (Варзуга)
Це́рковь Успе́ния Пречи́стой Богоро́дицы (Успе́нская це́рковь) — православный храм в селе Варзуга Терского района Мурманской области, примечательный памятник деревянного зодчества XVII века. Входит в комплекс памятников деревянного зодчества Варзуги (кроме Успенской церкви: Афанасьевская церковь, колокольня Успенского комплекса, церковь Николая Чудотворца, Петропавловская церковь и часовня безымянного инока Терского).

## История
Впервые церковь с таким названием в Варзуге упоминается в записях 1563 года, что с ней случилось, неизвестно, но уже в 1674 году в Клировых ведомостях церквей Архангельской епархии появляется запись: 
«Успения Пречистой Богородицы» — построено попечением жителей села в 1674 году мастером по имени Клемент, «при благоверном Царе и Великом князе Алексее Михайловиче и при Митрополите Великоновгородском Иоакиме»

Надпись на деревянном кресте, укреплённом на южной стене церкви, подтверждает дату окончания строительства: 
«Освятися алтарь Господа Бога и Спаса нашего Иисуса Христа и водружен бысть крест сий в церкви Успения Богородицы в лето ЗРПВ [7182] месяца августа в Д [4] день при Благоверном царе и Великом князе Алексии Михайловиче всея Великия и Малыя и Белыя Руси Самодержце меж патриаршестве и при Митрополите Иоакиме Великого Новаграда и Великих Лук»
7182 год в тексте соответствует 1674 году в современном летосчислении. В 1985 году этот крест был перенесён на остров Высокий, в 3 километрах к северу от Варзуги, до наших лет крест не дошёл. Имя строителя церкви, построившего церковь без гвоздей и скоб, пользуясь лишь топором и рубанком, известно из синодика церковного прихода Варзуги, где оно упоминается в списке особо угодивших богу прихожан.

## Архитектурно-художественные особенности
Строительство церкви пришлось на годы церковной реформы Патриарха всея Руси Никона и раскола верующих, когда большинство жителей Мурмана боролись против всяких нововведений. С этим связано то, что Успенская церковь была возведена в классическом шатровом стиле, несмотря на запрет Никона на строительство храмов такой формы.
Церковь была построена по принципу «золотого сечения». Основание её состояло из четырёхстенного сруба (четверика) в качестве центрального столпа и четырёх примыкающих к нему патрубков, за счёт чего основание церкви имеет в поперечном сечении форму креста. В верхнюю часть церкви входят: восьмистенный сруб (восьмерик), сам шатёр, основание купола (так называемая шейка) и купол-главка, увенчанный восьмиконечным крестом. Для украшения храма использовались многочисленные декоративные элементы: кокошники и чешуя — специальное покрытие купола и его основания. Высота церкви — 34 метра. Спустя три года после строительства был освящён иконостас церкви — 84 иконы. Часть икон была написана специально для новой церкви в 1677 году иконописцами Антониево-Сийского монастыря, часть — работы соловецких мастеров, осталась от старой, стоявшей здесь ранее церкви.

Многие исследователи и знатоки деревянного зодчества называют варзужскую церковь самым примечательным памятником такого рода на русском севере. Русский писатель-искусствовед И. В. Евдокимов так отзывался о церкви: 
«… Успенская церковь в Варзуге является в буквальном смысле потрясающей, до того прекрасен её дивно-стройный и какой-то певучий облик …»
 Историк-краевед Иван Фёдорович Ушаков писал о Успенской церкви: 
«Клемент создал произведение классическое — непревзойденный образец одноглавой шатровой деревянной церкви, здание, сочетавшее в себе изящество, функциональную целесообразность, идейную направленность и долговечность. С необыкновенной легкостью, стремительно взметнулось оно ввысь, стройное, чистое, какое-то одухотворенное, напоминающее зажженную свечу, стоящую в светильнике»
В середине XIX века состоялся первый капитальный ремонт церкви, в 1847—1848 годах она была перекрыта и частично обшита тёсом, в 1860 году обновился старый церковный иконостас, а в 1888—1895 годах произошёл крупный общий ремонт церкви, о чём Дмитрий Афанасьевич Заборщиков — сын главного мастера производящей ремонт артели — оставил хорошо сохранившуюся запись на деревянной доске установленной внутри маковки церкви:
«В 1894 г. обшивали эту церковь снаружи сверху до крыш. Ставили новый шпиль и обколачивали главу. Крест ставили июня 5 дня в день Святыя Троицы. И внутренность обшивали в тот же год. Выбирали иконостас и поставили 4 столба за иконостас и в алтарь 5 столбов и под углы севера западной и юго западной 6 столбов.  Иконостас только что поспели поставить к празднику Успения Пресвятые Богородицы. Работу начали в конце апреля и кончили на Успеньев день. Плотники были месячны, мастер за 25 рублей в месяц, а рядовым от 15 до 18 рублей. Мастер Афанасий Петров Заборщиков и продчие Александр Лаврентьев Кривоногов; Арсентий Григорьев Коворнин, Егор Андреев Рогозин, Васьян Гаврилов Чунин, Дмитрий Афанасьев Заборщиков (6 человек). А внутри обшивали человек до 12 ти. Приход был тогда один, священник жил на Никольской стороне о. Михаил Истомин. А раньше года за два было два прихода Никольской и Успенской. До этой обшивки обшивана была за 48 лет, а до сего времени стояла ета церковь 203 лет с прибавком.  Д. А. Заборщиков августа 13 дня»
В 1939 году Успенская церковь лишилась своих колоколов. Колокола были сняты, расколоты и, подготовленные к перевозке, сложены на песчаном берегу протекающей через Варзугу одноимённой реки. Перевозки они так и не дождались, пришедший прилив утащил остатки колоколов в реку, где они погрязли в слоях донного ила. Достать их так и не удалось. За годы советской власти сильно пострадали иконы Успенской церкви, хранящиеся в неприспособленных условиях, в том числе ценнейшие работы XVII века «Зосима и Савватий», «Святой Афанасий в житии», «Петр и Павел в житии», «Неопалимая купина». Уцелевшие иконы отправили в Художественно-реставрационные мастерские Эрмитажа.

В 1947 году Успенскую церковь исследовал известный советский архитектор А. В. Ополовников, а в 1961 году другим архитектором — мурманчанином Н. П. Быстряковым был создан точный макет церкви, хранящийся сейчас в Мурманском областном краеведческом музее, по состоянию на XVII век. В 1968 году выдвигался проект по переносу храма из Варзуги в окрестности Мурманска, однако ход этим планам так и не дали. К 300-летию церкви историк-краевед Иван Федорович Ушаков выпустил очерк «Успенская церковь в селе Варзуга».
После перестройки, в 1990 году, решением Совета по делам религий при Совете Министров СССР (протокол № 12 от 14 июля 1990 года), зарегистрировано «религиозное общество русской православной церкви с. Варзуги Терского района, Мурманской области». В 1999 году храм был передан в пользование русской православной церкви и закрыт на реставрацию, хотя ряд церковных служб проводился до 2004 года. Часть икон передали находящейся также в Варзуге Церкви Николая Чудотворца. В 2006—2008 году был проведён комплекс реставрационных работ, финансируемый РАО «ЕЭС России». Церковь была практически полностью восстановлена, оставалось провести косметический ремонт: восстановить двери и окна, завершить работу по внутренней отделке храма. На начало 2012 года настоятелем прихода Успенской церкви является игумен Митрофан (Баданин).
В 2009 году региональная телекомпания Мурманской области «ТВ-21» проводила конкурс «7 чудес на краю света», в ходе которого путём народного голосования было выбрано из 44 достопримечательностей области 7 самых главных. В список победителей попала и Успенская церковь Варзуги.

## Духовенство
- Настоятель храма — иеромонах Варлаам[15]